# Kyle Massey

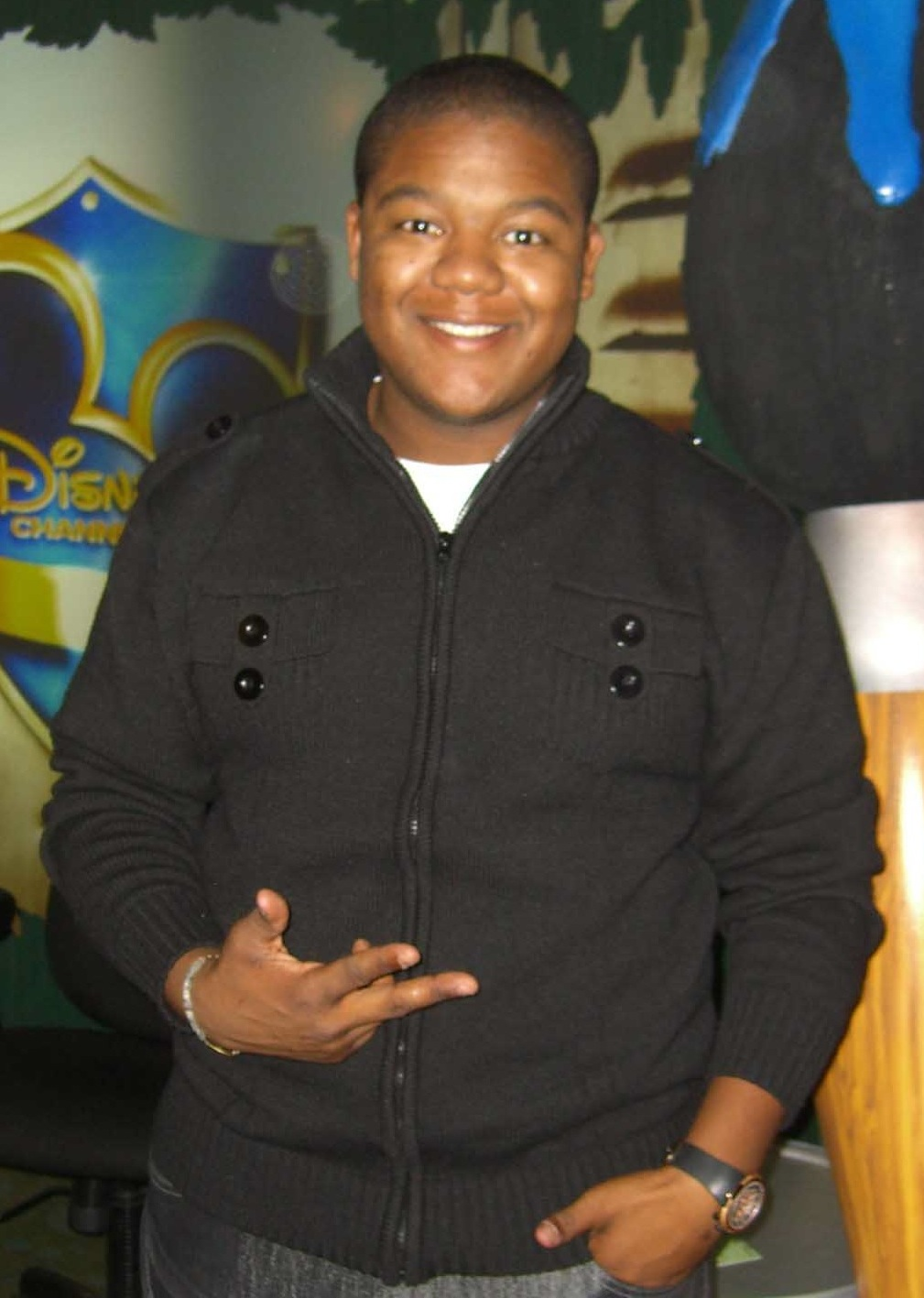
Kyle Massey in 2010

Kyle Orlando Massey (Atlanta, Georgia, 28 augustus 1991) is een Amerikaans acteur.
Massey speelde al in enkele televisieseries, maar werd bekend toen hij in 2003 een rol kreeg in Disney's That's So Raven. Zijn oudere broer, Christopher Massey, speelt in een televisieserie bij Nickelodeon.
Massey had een hoofdrol in de Disney Channel Original Movie Life Is Ruff en was, naast That's So Raven, ook te zien in de Disney Channel series American Dragon: Jake Long en Disney Channel Games.
Sinds januari 2007 heeft Massey een hoofdrol in de Disney Channel serie Cory in the House. The spin-off van That's So Raven. Deze serie draait rond Cory, de jongere broer van Raven.
In 2007 heeft Massey de soundtrack van de film Underdog gezongen, het nummer "Underdog Raps".
- Biblioteca Nacional de España: XX5288297
- Bibliothèque nationale de France: cb150377739 (data)
- International Standard Name Identifier: 0000 0003 7467 9741
- Library of Congress Control Number: n2011030920
- MusicBrainz: c2a25afc-37d8-4bf6-9d03-91bee9693bce
- Virtual International Authority File: 228061292
- WorldCat: E39PBJdxbVx7M7mrfdFWp7wwG3